# تارن پوینت (نیو ساوت ولز)
تارن پوینت (به انگلیسی: Taren Point) یک حومه شهر در استرالیا است که در نیو ساوت ولز واقع شده‌است.